# Собственно карельское наречие

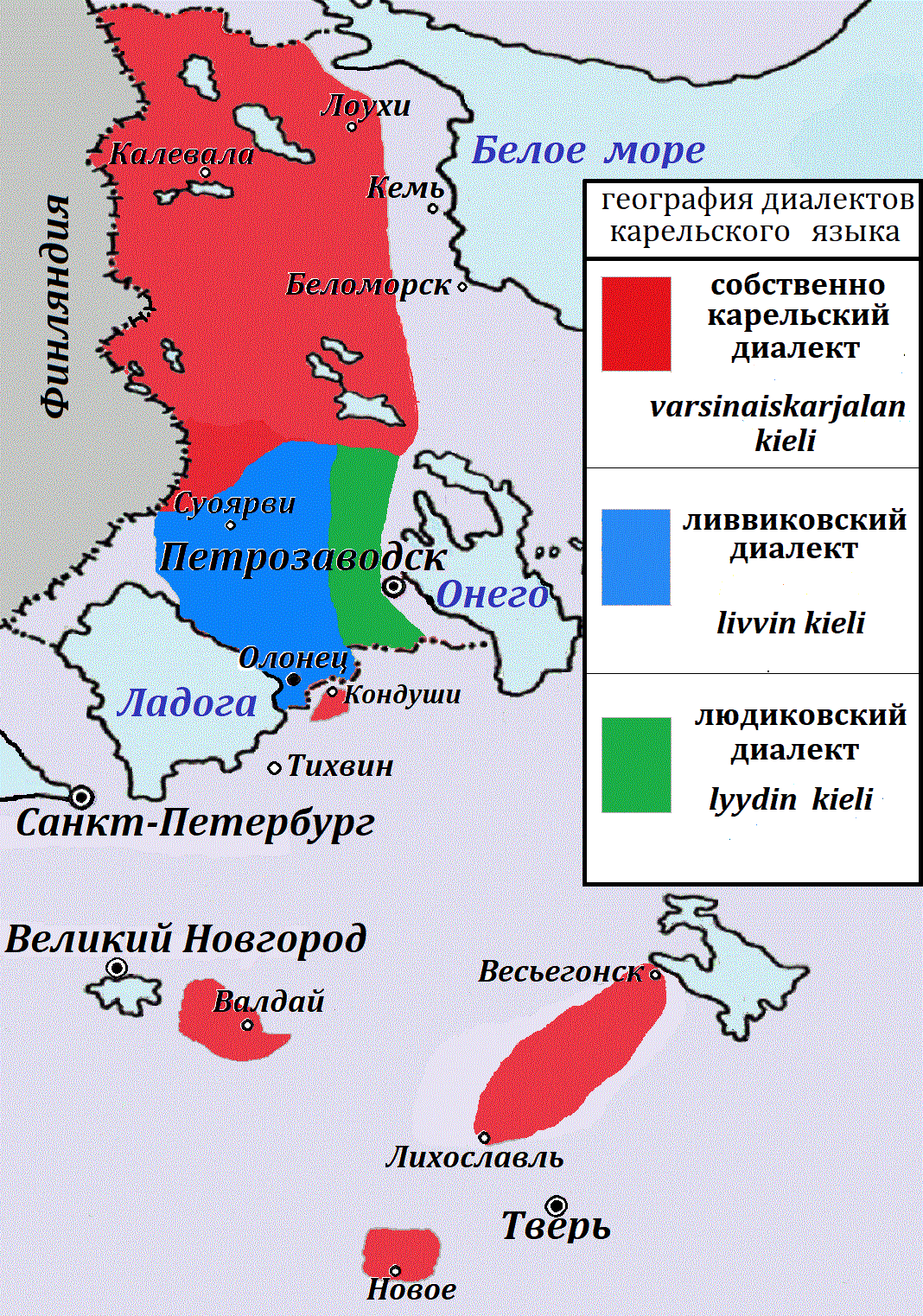
Территориальное распределение диалектов карельского языка

Со́бственно каре́льское наре́чие (Varsinaiskarjalan kieli, Varsinaiskarjala) — одно из трёх основных наречий карельского языка.
Наречие относится к прибалтийско-финской ветви финно-угорской группы языков и классифицируется как агглютинативный язык. Для наречия характерен высокий уровень близости с финским языком.

## Письменность
Достоверных сведений о возникновении письменности у карел не имеется, но в XIX веке она уже существовала на основе кириллицы, а в 1930-х годах была введена письменность на основе латиницы.
В 1989 году властями Карелии были официально утверждены алфавиты карельского языка. Алфавит для собственно карельского наречия:
| A a | B b | Č č | D d | E e | F f | G g | H h |
| I i | J j | K k | L l | M m | N n | O o | P p |
| R r | S s | Š š | Z z | Ž ž | T t | U u | V v |
| Y y | Ä ä | Ö ö | '   |     |     |     |     |

В 2007 году Правительством Республики Карелия был утверждён новый алфавит карельского языка, единый для всех диалектов (с изменениями от 29.05.2014).
| A a | B b | C c | Č č | D d | E e | F f | G g | H h | I i |
| J j | K k | L l | M m | N n | O o | P p | R r | S s | Š š |
| Z z | Ž ž | T t | U u | V v | Y y | Ä ä | Ö ö | ʼ   |     |

## Диалектология
В составе собственно карельского наречия выделяются следующие диалекты и субдиалекты:
† — мёртвые диалекты и говоры
- Севернокарельская (Беломорская, Двинская) группа:
  - керетский;
  - олангский;
  - кестеньгский;
  - вычетайбольский;
  - тихтозерский;
  - ухтинский;
  - вокнаволоцкий;
  - хиетаярвский;
  - куиваярвский;
  - контоккский;
  - юшкозерский;
  - панозерский;
  - подужемский.
- Южнокарельская группа (диалекты Русской и Финской Карелии):
  - тунгудский;
  - шуезерский;
  - ребольский;
  - ругозерский;
  - паданский;
  - мяндусельгский;
  - поросозерский;
  - ильманчский;
  - корбисельгский;
  - суоярвский;
  - суйстамоский;
  - импилахтский.
- Периферийная группа:
  - тихвинский;
  - валдайский.
  - тверской:
    - зубцовский (дёржанский) говор;
    - максатихинский говор;
    - рамешковский говор;
    - лихославльский (толмачёвский) говор;
    - весьегонский говор;
    - талдомский говор[источник не указан 1495 дней].